# Jamuskauman
Jamuskauman is een bestuurslaag in het regentschap Magelang van de provincie Midden-Java, Indonesië. Jamuskauman telt 3977 inwoners (volkstelling 2010).